# Bobcat Goldthwait
Robert Francis Goldthwait, dit Bobcat Goldthwait, également connu sous le nom de Bob Goldthwait, est un acteur, humoriste, réalisateur, scénariste et producteur américain, né le 26 mai 1962 à Syracuse, New York (États-Unis).

## Filmographie

### Acteur

#### Cinéma
- 1984 : Massive Retaliation : Ernie Rust
- 1985 : Police Academy 2 (Police Academy 2: Their First Assignment) : Zed
- 1986 : Twisted Sister: Come Out and Play (vidéo) : un professeur
- 1986 : Police Academy 3 (Police Academy 3: Back in Training) : Cadet Zed
- 1986 : Un été fou fou : Egg Stork
- 1987 : La Pie voleuse (Burglar) d'Hugh Wilson : Carl Hefler
- 1987 : Police Academy 4 (Police Academy 4: Citizens on Patrol) : officier Zed
- 1988 : Hot to Trot de Michael Dinner : Fred P. Chaney
- 1988 : Tapeheads : Don Druzel
- 1988 : Fantômes en fête (Scrooged) : Eliot Loudermilk
- 1989 : Cranium Command : Adrenal Gland
- 1989 : Meet the Hollowheads (en) : un flic #1
- 1990 : Little Vegas
- 1992 : Shakes the Clown : Shakes the Clown
- 1993 : La Cité des monstres (Freaked) : Sockhead en touriste / Voix de Sockhead
- 1994 : Radioland Murders : un écrivain sauvage
- 1995 : Destiny Turns on the Radio : M.. Smith
- 1997 : Hercule (Hercules) : Pain (voix)
- 1997 : Sweethearts (en) : Charles
- 1998 : Rusty, chien détective (Rusty: A Dog's Tale) : Jet la tortue (voix)
- 1999 : Hercules: Zero to Hero (en) (vidéo) : Pain (voix)
- 2000 : Le Lion d'Oz : The Silly Oz-Bul (voix)
- 2000 : G-Men from Hell : Buster Lloyd
- 2001 : Blow : M.. T
- 2002 : Mickey, le club des méchants (vidéo) : Pain (voix)
- 2002 : Hansel and Gretel (en) de Gary J. Tunnicliffe (en) : Troll (voix)
- 2003 : Grind : Bell Clerk
- 2008 : Goldthwait Home Movies : Robert Goldthwait

#### Télévision

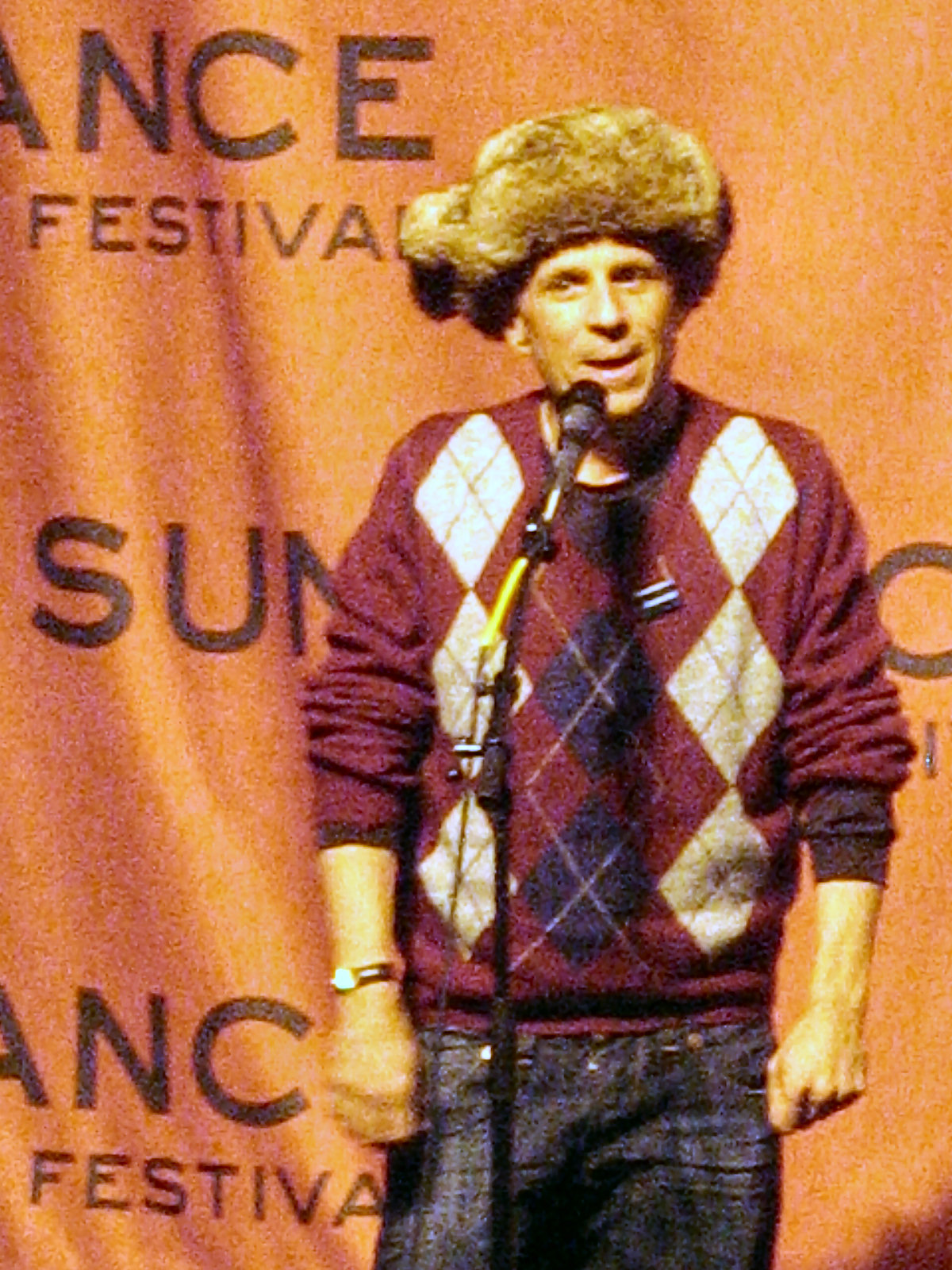
Bobcat Goldthwait sur scène.

- 1985 : Apt. 2C (téléfilm) : Bobby Green
- 1986 : The Vidiots (téléfilm) : Herman Kraylor
- 1990 et 1996 : Les Contes de la crypte (Tales from the Crypt) (série télévisée) : Billy Goldman / Wolf
- 1992 : Mariés, deux enfants (Married with Children) (série télévisée) : Zemus
- 1992 : The Golden Palace (série télévisée) : Le tueur
- 1992-1995 : Des Souris à la Maison-Blanche (Capitol Critters) (série télévisée) : Muggle (voix)
- 1993 : Fais-moi peur ! (Are You Afraid of the Dark?) (série télévisée) : le marchand de sable
- 1993 : Herman's Head (série télévisée) : le jaloux de Suzie
- 1993 : Eek! Le chat (série télévisée) : Rudolph (voix)
- 1994 : The Moxy Pirate Show (série télévisée) : Moxy (voix)
- 1995 : The Moxy Show (série télévisée) : Moxy (voix)
- 1995 : Urgences (ER) (série télévisée) : M.. Conally
- 1995 : Beavis et Butt-Head (série télévisée) : Bum / Panhandler (voix)
- 1995 : Out There (téléfilm) : Cobb
- 1996 : Préhistoire d'amour (Encino Woman) (téléfilm) : Yogi Paxil
- 1996 : Living Single (série télévisée) : Mugger
- 1996 : Back to Back (en) (téléfilm) : Psycho
- 1996 : Super Zéro (The Tick) (série télévisée) : Oncle Creamy
- 1997 : Docteur Katz (série télévisée) : Bob
- 1997 : Sabrina, l'apprentie sorcière (Sabrina,the Teenage Witch) (série télévisée) : Merlin
- 1998 : Stories from My Childhood (série télévisée) : le ministre chef (voix)
- 1998 : The Army Show (série télévisée) : le vendeur de voitures usagées
- 1998-1999 : Hercule (série télévisée) : Pain (voix)
- 2000 : Buzz l'Éclair (Buzz Lightyear of Star Command) (série télévisée) : XL (voix)
- 2000 : Sonic le rebelle (Sonic Underground) (série télévisée) : Amear
- 2001-2003 : Disney's tous en boîte (House of Mouse) (série télévisée) : Pain (voix)
- 2003 : Windy City Heat (en) (téléfilm) : le directeur
- 2003 : Les Experts (CSI: Crime Scene Investigation) (série télévisée) : Michael Borland
- 2003 : Crank Yankers (série télévisée) : Steven Goldstein (voix)
- 2003-2004 : Leroy & Stitch - La série (série télévisée) : Nosy (voix)
- 2006 : Leroy et Stitch (téléfilm) : voix supplémentaires
- 2007 : Random! Cartoons (série télévisée) : Zoopie
- 2009 : La Ferme en folie (Back at the Barnyard) (série télévisée) : Bob, le masque de hockey
- 2010 : I Confess (téléfilm) : Bishop Goldthwarp
- 2018-présent : Spy Kids : Mission critique (Spy Kids: Mission Critical) (série d'animation)

### Réalisateur
- 1992 : Shakes the Clown
- 1999 : The Man Show (série télévisée)
- 2000 : Strip Mall (série télévisée)
- 2002 : Crank Yankers (série télévisée)
- 2003 : Windy City Heat (en) (téléfilm)
- 2003 : Chappelle's Show
- 2006 : Juste une fois !
- 2009 : World's Greatest Dad
- 2011 : God Bless America
- 2013 : Willow Creek

### Scénariste
- 1992 : Shakes the Clown
- 2007 : Juste une fois !
- 2009 : World's Greatest Dad
- 2011 : God Bless America

### Producteur
- 2007 : Juste une fois !